# Lovro Majer
Lovro Majer (kiejtése [lǒːʋro mâjer], Zágráb, 1998. január 17. –) világbajnoki bronzérmes horvát válogatott labdarúgó, a VfL Wolfsburg játékosa.

## Pályafutása

### Klubcsapatokban
Több zágrábi kisebb-nagyobb csapatokban nevelkedett, mint a Dinamo Zagreb és a Lokomotiva Zagreb. 2016. június 30-án mutatkozott be a Lokomotiva első csapatában az Európa-liga selejtezőjében a Santa Coloma ellen csereként. Július 17-én a bajnokságban is bemutatkozott a Dinamo Zagreb ellen. 2018 nyarán a 2017–18-as szezon legjobb fiatal játékosának választották meg, valamint bekerült a szezon csapatába is. A Newcastle United és a Sampdoria is szerette volna szerződtetni.
2018. június 27-én aláírt a Dinamo Zagreb csapatához. Július 27-én debütált a Rudeš ellen, de a mérkőzésen boka sérülést szenvedett. Visszatérését követően nem tudott állandó helyet kiharcolni a kezdőcsapatban, mivel Dani Olmo kiváló formában játszott. 2019. december 11-én mutatkozott be az UEFA-bajnokok ligájában az angol Manchester City ellen. 2020 nyarán az Osijek ajánlatot tett érte, de klubja elutasította. 2020. december 21-én 2026 nyaráig hosszabbított szerződést. 2021 januárjában a téli átigazolási időszakban az orosz Zenyit Szankt-Petyerburg, az olasz Fiorentina és a francia Marseille is ajánlatot tett érte, de a Dinamo mindet elutasította.
2021. augusztus 26-án a francia Stade Rennais 12 millió euróért szerződtette öt évre, valamint bizonyos feltételek teljesülése esettén további bónuszokat is fizetnek. Három nappal később az Angers ellen debütált csereként. Hamar a klub alapemberre lett. November 20-án első bajnoki gólját is megszerezte a Montpellier ellen, majd a Saint-Étienne ellen három gólpasszt jegyzett. A szezon végén a bajnokság csapatába is beválasztották.
2023. augusztus 16-án ötéves szerződést írt alá a német VfL Wolfsburg csapatával.

### A válogatottban
Részt vett a 2019-es és a 2021-es U21-es labdarúgó-Európa-bajnokságon. 2017. május 28-án debütált a felnőtt válogatottban Mexikó elleni barátságos mérkőzésen. 2021. május 17-én bekerült a 2020-as labdarúgó-Európa-bajnokságra készülő 34 fős bő keretbe, de a szűkítés során már kikerült. November 11-én megszerezte az első két válogatott gólját Málta elleni 2022-es labdarúgó-világbajnokság-selejtező találkozón. 2022 novemberében bekerült a 2022-es labdarúgó-világbajnokságra utazó keretbe. 2024. május 20-án bekerült Zlatko Dalić szövetségi kapitány a 2024-es labdarúgó-Európa-bajnokságra készülő 26 fős keretébe.

## Statisztika

### A válogatottban
2023. június 18-án lett frissítve.
| Év           | Pályára lépések | Gól          |
| Horvátország | Horvátország    | Horvátország |
| ------------ | --------------- | ------------ |
| 2017         | 1               | 0            |
| 2021         | 2               | 2            |
| 2022         | 15              | 2            |
| 2023         | 4               | 0            |
| Összesen     | 22              | 4            |

## Sikerei, díjai

### Klub
- Dinamo Zagreb: 
  - Horvát bajnok: 2018–19, 2019–20, 2020–21
  - Horvát kupa: 2020–21[38]
  - Horvát szuperkupa: 2019

### Egyéni
- Horvát bajnokság – A szezon legjobb fiatal játékosa: 2017,[39] 2018
- Horvát bajnokság – A szezon csapatának tagja: 2017–18
- Horvát labdarúgó-szövetség – Az Év fiatal játékosa: 2018[40]